# 모바라역
모바라역(일본어: 茂原駅, もばらえき)은 일본 지바현에 있는 동일본 여객철도의 철도역이다. 개업할 무렵에는 모하라 역이었지만, 1959년에 지금의 이름으로 바꾸었다.
특급 《와카시오》 호가 정차한다.

## 역 구조
쌍섬식 2면 4선 구조의 고가역이다. 역사는 고가 아래에 있으며, 출구는 남쪽과 동쪽에 있다. 서서 먹을 수 있는 소바가게가 영업하고 있다.
직영역으로, 소토보 선 혼노역 ~ 조자마치역 구간을 운영하는 관리역이다. 초록 창구를 오전 6시부터 오후 8시까지 영업하고 있으며, 자동 개찰기에서 스이카 및 제휴 교통카드의 사용이 가능하다.

### 승강장
| 1·2 | ■ 소토보 선 | 오아미 · 소가 · 지바 · 가이힌마쿠하리 · 도쿄 방면        |
| 3·4 | ■ 소토보 선 | 가즈사이치노미야 · 오하라 · 가쓰우라 · 아와카모가와 방면 |

## 역세권 정보
- 모바라시청사

## 역사
- 1897년 4월 17일 - 보소 철도의 역으로 개업했다.
- 1907년 9월 1일 - 국유화에 따라 일본국유철도 소속이 되었다.
- 1987년 4월 1일 - 민영화에 따라 동일본 여객철도의 소속이 되었다.
- 2001년 11월 18일 - 스이카의 사용이 개시되었다.

## 인접역
| 동일본 여객철도 소토보 선                                | 동일본 여객철도 소토보 선          | 동일본 여객철도 소토보 선    |
| -------------------------------------------------------- | ---------------------------------- | ---------------------------- |
| 오아미 도쿄 방면                                         | ■ 소부 쾌속 ■ 통근쾌속·게이요 쾌속 | 가즈사이치노미야 방면        |
| 신모바라 도쿄 방면                                       | ■ 게이요 쾌속1 및 각역정차         | 야쓰미 가즈사이치노미야 방면 |
| 신모바라 지바 방면                                       | ■ 소토보 선 보통                   | 야쓰미 아와카모가와 방면     |
| 1: 통근 시간대를 제외한 시간대의 게이요 쾌속을 가리킨다. |                                    |                              |